# Santa Ana Tlacotenco
Santa Ana Tlacotenco es uno de los doce pueblos originarios ubicados en la alcaldía Milpa Alta, en la Ciudad de México.

## Toponimia
Tlacotenco viene de la lengua náhuatl y significa "a la orilla de los breñales" o "a la orilla de las jarillas". Santa Ana le fue agregado luego de la evangelización de la Nueva España.

### Clima
El clima en Santa Ana Tlacotenco es templado húmedo. Las lluvias son altas.

## Naturaleza

### Fauna y flora
Santa Ana Tlacotenco se asienta sobre comunidades vegetales como pastizales, matorral xerófilo, rocas ígneas, bosques de quercus y bosques de pináceas. En ellos existieron abundantes especies de cedros, encinos, madroños, ocotes y oyameles así como coyotes, tigrillos, venados y ocelotes. Dada la expansión del ser humano y la urbanización flora y fauna se ha visto seriamente depredada.

## Historia
La tradición oral sitúa la habitación de habitantes de filiación tolteca en el pedregal de Tlacotenco bajo el apelativo originario de Tepetlacotenco. La peregrinación mítica de Amaquemecan de filiación chichimeca arribarían a la zona hacia el siglo XI dirigidos por el personaje histórico llamado Tzompantzin quien habría liderado dicho proceso. Habría sido dicho líder quien designó a Cuacoyoltecatl como dirigente y fundador del altépetl de Malachtepec Momoxco, una alianza de otros altépetl de menores dimensiones entre ellos Tlacotenco. El establecimiento de Tlacotenco se realizaría en un sitio que lograba eludir las corrientes de agua por la lluvia para evitar inundaciones. Dicho emplazamiento urbano en donde se encontraba un teocalli central sería retomado posteriormente para emplazar la iglesia católica principal.  Dicho altépetl tuvo como entidad central a Cuauhtzilinpan, localizado en el actual territorio de Villa Milpa Alta. Esta alianza sería tributaria de Xochimilco y tras la derrota de este altépetl sería sometida por México-Tenochtitlan en 1483 comandados por Hueyitlahuilanque.
En 1528 el huey tlatoani de Malachtepec Momoxco, Hueyitlahuill, tras la Conquista de México-Tenochtitlan aceptó someterse al gobierno de la Corona española capitulando una intervención militar a cambio de reconocer el territorio denominado La Milpan preservando la estructura poblacional de Malachtepec Momoxco y convertirla en una república de indios. Ello implicó aceptar la religión católica, proveer materias primas y proveer personas para mano de obra.
Hueyitlahuill falleció en 1529 y fue sustituido por Panchimalcatl Tecuhtli. La habitación de la zona de La Milpan se realizó con población mayoritariamente indígena aunque coexistieron con españoles y mestizos. En el siglo XVII la iglesia de Santa Ana Tlacotenco se encontraba ya construida usando el emplazamiento del antiguo teocalli. 
Durante la Revolución mexicana la zona de Milpa Alta se vio fuertemente comprometida dado el apoyo que mostraron los pueblos de la zona al zapatismo y al Ejército Libertador del Sur. En la zona de Tlacotenco se registraron diversos enfrentamientos entre las milicias zapatistas y el Ejército Federal y posteriormente entre el zapatismo y las tropas carrancistas del Ejército Constitucionalista.

## Geografía humana

### Organización territorial
Santa Ana Tlacotenco se divide en cuatro barrios o secciones:
- San Marcos o Atlauhmaxac
- San Miguel o Atauhtempa
- San José o Tlallapanco
- La Guadalupita o Teticpac

### Demografía
La población en esta localidad en 2010 era de 10593 habitantes de los cuales 5136 se identificaron como hombres y 5457 como mujeres.

## Cultura
Al igual que otros pueblos originarios de Milpa Alta, en Santa Ana Tlacotenco se conserva el uso de la lengua náhuatl de manera usual, constituyendo uno de los polos lingüísticos que perviven de esta lengua en la Ciudad de México. 

### Patrimonio
La Iglesia de nuestra Señora de Santa Ana es una edificación que data del siglo XVII. La edificación fue declarada Monumento histórico en 1933. Luego de daños sufridos en el sismo del 19 de septiembre de 2017 la iglesia tuvo que ser intervenida y restaurada.

### Eventos culturales
En Santa Ana Tlacotenco se encuentra la Academia de la Lengua y Cultura Náhuatl (Nahuallahtolnezcaltiloyan Altépetl Tlacotenco, en náhuatl), institución establecida en la biblioteca de la localidad.

### Festividades
Una de las principales festividades cívico-religiosas es la celebración católica a Santa Ana, realizada anualmente el 26 de julio. Dichas celebraciones conjuntas tradiciones sincréticas. Las celebraciones se organizan con mayordomías establecidos cada uno de los barrios de la localidad.

### Tradiciones

#### Danzas
Entre las danzas tradicionales de Santa Ana Tlacotenco se encuentran las de las aztequitas, las tlacualeras, los vaqueros, los charros, las pastoras, atzcames y la de moros y cristianos.